# Okręg miejski Yilo Krobo

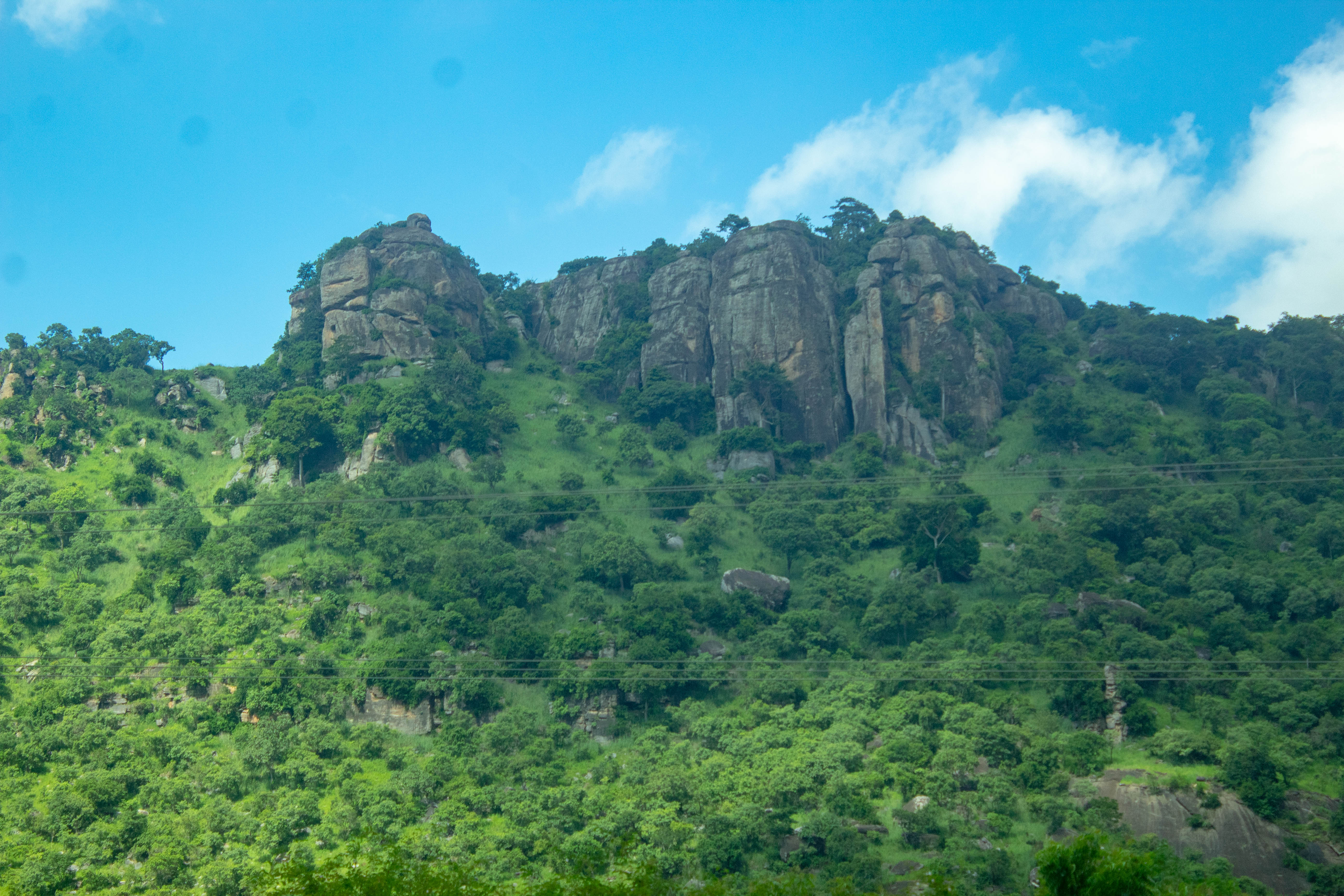
Wzgórza Krobo

Okręg miejski Yilo Krobo – jeden z trzydziestu trzech dystryktów w Regionie Wschodnim, w Ghanie. Według spisu w 2021 roku liczy 117,2 tys. mieszkańców. Stolicą administracyjną dystryktu jest miasto Somanya. Inne większe miasteczko to Nkurakan.